# Nachtschicht (Sammelband)
Nachtschicht (engl. Night Shift) ist ein 1978 durch den Doubleday-Verlag veröffentlichter Sammelband von 20 Kurzgeschichten des Schriftstellers Stephen King. 16 Geschichten waren bereits vorher in verschiedenen amerikanischen Magazinen erschienen. Die deutsche Erstveröffentlichung wurde durch den Bastei-Lübbe-Verlag im Jahr 1984 herausgegeben. Die Übertragungen ins Deutsche übernahmen verschiedene Übersetzer.

## Inhalt (Übersicht)
Die Kurzgeschichtensammlung Nachtschicht enthält:
- Briefe aus Jerusalem, (Jerusalem’s Lot), Übersetzung: Barbara Heidkamp
- Spätschicht, (Graveyard Shift), Übersetzung: Harro Christensen, VÖ: 1970 The Cavalier
- Nächtliche Brandung, (Night Surf), Übersetzung: Michael Kubiak, VÖ: 1974 The Cavalier
- Ich bin das Tor, (I Am the Doorway), Übersetzung: Harro Christensen, VÖ: 1971 The Cavalier
- Der Wäschemangler, (The Mangler), Übersetzung: Karin Balfer, VÖ: 1972 The Cavalier
- Das Schreckgespenst, (The Boogeyman), Übersetzung: Harro Christensen, VÖ: 1973 The Cavalier
- Graue Masse, (Gray Matter), Übersetzung: Harro Christensen, VÖ: 1973 The Cavalier
- Schlachtfeld, (Battleground), Übersetzung: Ulrike A. Pollay, VÖ: 1972 The Cavalier
- Lastwagen, (Trucks), Übersetzung: Harro Christensen, VÖ: 1973 The Cavalier
- Manchmal kommen sie wieder, (Sometimes They Come Back), Übersetzung: Barbara Heidkamp, VÖ: 1974 The Cavalier
- Erdbeerfrühling, (Strawberry Spring), Übersetzung: Barbara Heidkamp, VÖ: 1975 The Cavalier
- Der Mauervorsprung, (The Ledge), Übersetzung: Harro Christensen, VÖ: 1976 Penthouse
- Der Rasenmähermann, (The Lawnmower Man), Übersetzung: Sabine Kuhn, VÖ: 1975 The Cavalier
- Quitters, Inc., Übersetzung: Ingrid Herrmann
- Ich weiß, was du brauchst, (I Know What You Need), Übersetzung: Ingrid Herrmann, VÖ: 1976 Cosmopolitan
- Kinder des Mais, (Children of the Corn), Übersetzung: Wolfgang Hohlbein, VÖ: 1977 Penthouse
- Die letzte Sprosse, (The Last Rung on the Ladder), Übersetzung: Barbara Heidkamp
- Der Mann, der Blumen liebte, (The Man Who Loved Flowers), Übersetzung: Bernd Seligmann, VÖ: 1977 Gallery
- Einen auf den Weg, (One for the road), Übersetzung: Stefan Sturm, VÖ: 1977 Maine Magazine, Inc.
- Die Frau im Zimmer, (The Woman in the Room) , Übersetzung: Harro Christensen

## Inhalt
Briefe aus Jerusalem (Jerusalem’s Lot)
Im Jahr 1850 kommt Charles Boone in der verlassenen Ortschaft Jerusalem’s Lot unheimlichen, kultischen Vorgängen auf die Schliche. Die Geschichte ist der Wegbereiter für Kings Roman Brennen muss Salem. Zudem ist sie eine von sechs, die für die Sonderausgabe The Secretary of Dreams auserwählt wurden. In Briefform geschrieben, ist die Geschichte eine Hommage an den Schriftsteller Howard Phillips Lovecraft.
Spätschicht (Graveyard Shift)
Eine Textilfabrik muss von Grund auf gereinigt werden, doch im Kellergewölbe hausen mutierte Ratten. Drei Arbeiter wagen sich hinunter in das Reich der Ratten. Stephen King schrieb die Geschichte als eine seiner ersten, die veröffentlicht wurden. In seinem autobiografischen Buch Das Leben und das Schreiben schrieb er, dass sie durch die Aufräumarbeiten in einer Weberei in Lisbon Falls inspiriert wurde, in der er vor seinem Schulabschluss gearbeitet hat, und von der ihm berichtet wurde, dass im Keller riesige Ratten lebten. Die Geschichte wurde ihm für 200,- US-Dollar abgekauft, seine bis dahin größte Einnahme durch eine eigene Geschichte. Der darauf basierende Film wurde von King verurteilt, da es seiner Meinung nach nur um Geldmacherei mit seinem Namen ging: „This movie was made by cannibals.“ („Dieser Film wurde von Kannibalen gedreht.“)
Nächtliche Brandung (Night Surf)
Nach dem Ausbruch eines tödlichen Grippevirus namens A6 (auch Captain Trips genannt) verbringt eine Gruppe überlebender Jugendlicher eine Nacht am Strand. Einige zeigen plötzlich doch Symptome. Die 1974 erschienene Kurzgeschichte ist ein Vorreiter von Kings Roman The Stand von 1978, der ein apokalyptisches Szenario eines aus Militärlabors entwichenen und einen Großteil der Menschheit auslöschenden Grippevirus entwirft.
Ich bin das Tor (I Am the Doorway)
Science Fiction trifft Horror: Nach einem Flug zur Venus wachsen dem Astronauten Arthur Augen in beiden Händen. Durch diese sehen er und eine andere Intelligenz, mit der er sich infiziert hat, die Welt ganz anders. Manchmal kommt es zu Anfällen, bei denen er die Kontrolle verliert. Nachdem er mehrere Menschen umgebracht hat, während er besessen war, verbrennt er seine Hände um die Augen loszuwerden. Ein paar Jahre später kommen die Augen jedoch zurück.
Der Wäschemangler (The Mangler)
Ein Wäschemangler ist von einem Dämon besessen, der Fabrikarbeiter verletzt oder tötet. Als ein Polizei Inspektor und ein Lehrer dann einen Exorzismus versuchen, bricht der Mangler aus und tötet den Lehrer. Der Polizist entkommt, aber der Mangler ist jetzt auf freiem „Fuß“.
Das Schreckgespenst (The Boogeyman)
Lester Billings hat seine drei Kinder nach und nach durch frühen Kindstod verloren. Er glaubt, dass ein Schreckgespenst im Kinderzimmer diese fürchterlichen Taten vollführt hat und auch, dass er dies hätte verhindern können. Er beichtet seine Ahnung und Ängste einem Psychiater. Doch als Lester gehen will, entpuppt sich der Psychiater als das Schreckgespenst höchstpersönlich.
Graue Masse (Gray Matter)
Nachdem der trunksüchtige Richie Grenadine eine vergammelte Bierdose leer trinkt, verwandelt er sich vor den Augen seines verängstigten Sohnes allmählich in ein schleimiges Monster. Drei Trinkbrüder aus der örtlichen Kneipe brechen auf, um in Grenadines Haus nach dem Rechten zu sehen.
Schlachtfeld (Battleground)
Der Auftragskiller John Renshaw erhält nach seinem Mord an einem Spielzeugproduzenten eine Kiste mit Spielzeugsoldaten zugeschickt. Der Hersteller des Spielzeugs: eben jenes letzte Opfer. Plötzlich werden die Soldaten lebendig und nehmen einen Kampf auf Leben und Tod mit Renshaw auf.
Lastwagen (Trucks)
Aus ungeklärten Gründen entwickeln Lastwagen und andere Maschinen weltweit ein Eigenleben. An einer Tankstelle attackieren sie die Menschen. Sie fordern Kraftstoff und lassen nicht eher locker, bis die Überlebenden die endlose Schlange von Fahrzeugen betanken.
Manchmal kommen sie wieder (Sometimes They Come Back)
Als Kind musste Jim Norman miterleben, wie sein Bruder von einer Jungengang niedergestochen wurde und starb. Viele Jahre später kommen drei neue Schüler in die Klasse des Lehrers Norman: Es sind die Mörder seines Bruders, doch keinen Tag älter.
Erdbeerfrühling (Strawberry Spring)
Ein Serienmörder geht an einem College um. Die Taten bleiben ungeklärt. Acht Jahre später ereignet sich ein weiterer Mord, und allmählich wird sich der Erzähler der Geschichte seiner eigenen Gedächtnislücken bewusst. Ist er selbst der Mörder?
Der Mauervorsprung (The Ledge)
Tennislehrer Norris hat ein Verhältnis mit der Frau des Gangsterbosses Cressner. Dieser zitiert Norris zu sich und zwingt ihn, das Gebäude oberhalb des 40. Stockwerks auf einem Mauervorsprung zu umrunden. Norris gelingt es, jedoch gesteht ihm Cressner danach, dass er seine Frau bereits hat töten lassen. Norris überwältigt daraufhin den Leibwächter des Kriminellen und zwingt diesen, selbst auf dem Mauervorsprung das Gebäude zu umkreisen.
Der Rasenmähermann (The Lawnmower Man)
Harold Parkette beauftragt einen professionellen Rasenmähermann, das sprießende Gras seines Rasens zu mähen. Der Rasenmähermann, so findet Harold zu seinem Entsetzen heraus, kriecht hinter dem von selbst fahrenden Rasenmäher her und frisst das frisch geschnittene Gras. Harold kommt auf die fatale Idee, die Polizei zu rufen. Doch das mag der Rasenmähermann gar nicht. Die Geschichte wurde auch als Comic vermarktet (Reihe Bizarre Adventures). Der gleichnamige Film hat nichts mit der Geschichte zu tun, so dass King gegen die Verwendung seines Namens zur Vermarktung klagte.
Quitters, Inc.
Jim Morrison möchte endlich mit dem Rauchen aufhören und wendet sich nach der Empfehlung eines Freundes an die Firma Quitters, Inc., die eine Erfolgsquote von 98 Prozent vorweisen kann. Das erreicht die Firma allerdings nur mit grausamen Methoden: Sobald Morrison rückfällig werden sollte, traktiert die Firma seine Lieben mit Elektroschocks. Einmal wird auch Morrison schwach.
Ich weiß, was du brauchst; (I Know What You Need)
Dies ist ein Fall besessener Liebe: Ed Hamner verwendet schwarze Magie, um die Frau seines Lebens, die Studentin Elizabeth, zu erobern. Auf unheimliche Weise hat er ein Gespür für die Bedürfnisse und Wünsche von Elizabeth. Doch reicht das, um verliebt zu sein? Die Freundin Alice bringt Elizabeth auf die Spur.
Kinder des Mais/Kinder des Zorns (Children of the Corn)
Das Ehepaar Robeson landet in der verlassenen Kleinstadt Gatlin. Dort kommt Burt Robeson auf die Spur von Kindern, die einem unheimlichen Gott Menschenopfer bringen. Entsetzt stellt er fest, dass keines der Kinder älter als 19 Jahre ist. Inspiriert wurde diese Kurzgeschichte von William Goldings Roman Herr der Fliegen, den King sehr schätzt.
Die letzte Sprosse (The Last Rung on the Ladder)
Zwei Kinder lieben es, im riesengroßen Heuschuppen die hohe Leiter zu erklimmen und von dort ins Heu zu springen. Doch eines Tages bricht die Leiter, und Katrina kann sich nur mit Mühe an der letzten Sprosse mit beiden Händen festhalten, während ihr Bruder Larry 16 Meter unter ihr versucht, genug Heu zu sammeln, um den sonst tödlichen Fall abzufedern.
Der Mann, der Blumen liebte (The Man Who Loved Flowers)
Ein Mann kauft Blumen für seine längst verstorbene Frau Norma. Doch dann spricht er mit den Blumen in der Hand wildfremde Frauen an und nennt sie Norma. Sobald er aber erkennt, dass es sich nicht um seine Frau handelt, tötet er sie.
Einen auf den Weg (One for the Road)
Während eines Schneesturms fällt Gerard Lumley erschöpft und unterkühlt in die Dorfkneipe und bittet die zwei anwesenden Männer um Hilfe: Nahe Jerusalem’s Lot blieb sein Auto im Schnee stecken. Frau und Kind ließ er zurück, um Hilfe zu holen. Als die drei das Auto erreichen, ist es verlassen. Die Geschichte ist eine Art Epilog zu Kings Roman Brennen muss Salem: Obwohl der Ort Jerusalem’s Lot niedergebrannt wurde, treiben dort Vampire ihr Unwesen.
Die Frau im Zimmer (The Woman in the Room)
John steht am Sterbebett seiner krebskranken Mutter und überlegt, ob er ihr die erlösenden, tödlichen Pillen geben soll. King schrieb diese Geschichte, um den Krebstod seiner Mutter zu verarbeiten. Der Arbeitstitel lautete Time In A Glass That Ran (etwa: „Zeit, die in einem Glas verrann“).

## Wissenswertes
Elf der zwanzig oben genannten Kurzgeschichten sind in der Zeit zwischen 1970 und 1975 im amerikanischen Herrenmagazin The Cavalier erschienen. Als Honorar erhielt King jeweils 250 bis 300 US-Dollar. Die restlichen Kurzgeschichten schafften den Weg in die Magazine Penthouse, Cosmopolitan und Gallery.
Ursprünglich trug diese Sammlung den Originaltitel Night Move. Doch dieser wurde geändert, um Verwechslungen mit einem Song von Bob Seger zu vermeiden.

## Verknüpfungen zu anderen Werken
- Briefe aus Jerusalem: Das mittelalterliche Zauberbuch „De Vermis Mysteriis“ dient dem vom Glauben abgefallenen Prediger Charles Jacobs im Roman Revival als Forschungsgrundlage. Auch in den Werken von H. P. Lovecraft und anderen Autoren aus dessen Umfeld wird „De Vermis Mysteriis“ des Öfteren verwendet, um die Geschichten untereinander zu verbinden. Das Dorf „Jerusalem’s Lot“ oder auch „Salem’s Lot“ ist dasselbe wie im Buch Brennen muss Salem, das 1975 (drei Jahre früher) erschien.
- Nächtliche Brandung: Dies ist der Supervirus aus The Stand.
- Der Wäschemangler spukt in der Blue-Ribbon-Wäscherei, in der auch Carries Mutter und Barton Dawes (aus Sprengstoff) arbeiten.
- Erdbeerfrühling: Springheel Jack wird von Dussander (aus der Novelle Der Musterschüler in Frühling, Sommer, Herbst und Tod) als einer der größten Mörder angesehen.

## Hörbücher
Im US-Original wurden in einer Sammlung 16 Geschichten gelesen. In deutscher Übersetzung sind 1996 zunächst fünf von Joachim Kerzel gelesene Erzählungen in unterschiedlicher Zusammenstellung veröffentlicht worden, nämlich Lastwagen (zunächst noch unter dem Titel Trucks), Der Rasenmähermann, dann Manchmal kommen sie wieder, Der Mauervorsprung und Das Schreckgespenst, alle zusammen unter dem Titel Nachtschicht, inklusive des Vorworts Über die Angst und das Schreiben, später Briefe aus Jerusalem als separates Hörbuch und Kinder des Zorns zusammen mit Der Werwolf von Tarker Mills, welches nicht zu dieser Sammlung gehört. Die restlichen Erzählungen erschienen 2008 unter Nachtschicht 2 (6 Lesungen von Uli Krohm) und 2009 unter Nachtschicht 3 (7 Lesungen von Jürgen Kluckert) auf CD, im Mai 2012 wurden schließlich alle Lesungen (incl. Vorwort) als MP3 auf 2 CDs in obiger Reihenfolge wieder unter dem Titel Nachtschicht zusammengefasst (ISBN 978-3-7857-4669-1). Alle deutschsprachigen Hörbücher von Lübbe Audio, bei Audible erhältlich sind die Komplettausgabe, sowie die Teil-Ausgaben Nachtschicht, Nachtschicht 2 und Briefe aus Jerusalem.

## Filmografie
- Der Film Der Rasenmähermann erschien im Jahr 1992 mit Pierce Brosnan in der Hauptrolle. 1996 folgte eine Fortsetzung namens Der Rasenmäher-Mann 2 – Beyond Cyberspace und floppte. Beide Filme haben jedoch inhaltlich nichts mit der Kurzgeschichte zu tun, weshalb King gegen die Verwendung des Titels klagte.[2]
- Eine weitere Verfilmung nahm King selbst vor. Als Regisseur realisierte er Trucks unter dem Titel Rhea M – Es begann ohne Warnung. 1997 wurde ein Remake in Form eines Fernsehfilms gedreht.
- Die Kurzgeschichten Quitters, Inc. und Der Mauervorsprung sind Teil des Episodenfilms Katzenauge.
- Tom McLoughlin verfilmte 1991 die Kurzgeschichte Manchmal kommen sie wieder. Es folgten zwei Fortsetzungen.
- Unter Regie von Tobe Hooper entstand die filmische Umsetzung der Kurzgeschichte Der Wäschemangler mit dem Titel The Mangler. 2001 diente die Kurzgeschichte als lose Plattform für The Mangler 2 und 2005 wurde eine Art Fortsetzung mit dem Titel The Mangler Reborn gedreht.
- Die Geschichte Kinder des Mais wurde 1984 von Fritz Kiersch unter dem Namen Kinder des Zorns mit Linda Hamilton und Peter Horton in der Hauptrolle verfilmt. Stephen King selbst empfand den Film als misslungen und hat sich u. a. in seinem eigenen Sachbuch „Danse Macabre“ abfällig über ihn geäußert. Dem Film folgten zahlreiche Fortsetzungen: Kinder des Zorns 2 – Tödliche Ernte (1993), Kinder des Zorns III (1995), Kinder des Zorns IV – Mörderischer Kult (1996), Kinder des Zorns 5 – Feld des Terrors (1998), Kinder des Zorns 6 – Isaacs Rückkehr (1999), Children of the Corn: Revelation (2001) sowie Kinder des Zorns: Genesis – Der Anfang (2011), außerdem das TV-Remake: Stephen Kings Kinder des Zorns (2009) sowie mit Kinder des Zorns (2020) ein Prequel zum Film von 1984. Des Weiteren entstand nebenbei auch eine eher unbekannte Verfilmung in Form eines ca. 20-minütigen Kurzfilms, der sich nur auf der DVD Stephen Kings Night of the Crow befindet.
- Verfilmungen der Geschichten Das Schreckgespenst und Die Frau im Zimmer finden sich auf der Videokassette Stephen Kings Nightmare Collection. Beim Dreh der zweiten Kurzgeschichte führte Frank Darabont Regie. Eine weitere Verfilmung der Geschichte Das Schreckgespenst erschien 2023 unter dem Titel The Boogeyman.
- Die Geschichte Schlachtfeld wurde unter anderem als russischer Zeichentrickfilm als auch als Realfilm produziert. Letzterer befindet sich auf der Kurzfilmsammlung Nightmares & Dreamscapes: Nach den Geschichten von Stephen King.
- Des Weiteren entstanden zu fast allen Kurzgeschichten dieser Sammlung Kurzfilme, sogenannte Dollarbabys.
- Die Geschichte Graue Masse wurde in der Fernsehserie Creepshow als erstes Segment der ersten Episode verfilmt.